# Brachypremna candida
Brachypremna candida är en tvåvingeart som beskrevs av Alexander 1912. Brachypremna candida ingår i släktet Brachypremna och familjen storharkrankar. Inga underarter finns listade i Catalogue of Life.